# Rikkinus Arend Willem Jan Jonkers
Rikkinus Arend Willem Jan Jonkers (Oosternieland, 21 november 1902 – 25 november 1975) was een Nederlands politicus van de CHU.
Hij werd geboren in een dorp in de toenmalige Groningse gemeente Uithuizermeeden als zoon van Hendrik Albertus Reinold Jonkers (1870-1938, burgemeester van 't Zandt) en Aagtje Stam (*1875). R.A.W.J. Jonkers is afgestudeerd in de rechten aan de Rijksuniversiteit Utrecht; in 1925 in het Nederlands recht en in 1927 in het Indisch recht. Vervolgens was hij werkzaam bij het Binnenlands Bestuur in Nederlands-Indië; zo werd hij in 1937 tijdelijk buitengewoon voorzitter van de landraad van Menado. Hij heeft in een Jappenkamp gezeten en na de Tweede Wereldoorlog was hij ruim een half jaar in Australië voor hij in 1946 terugkeerde naar Nederland. Rond 1950 werd hij hoofd van de afdeling Onteigening en Toewijzing van de directie van de Wederopbouw en de Volkshuisvesting in de provincie Gelderland.
Jonkers was vanaf juli 1952 waarnemend burgemeester van de gemeenten Hedel en Kerkwijk. In 1954 werd hij daarnaast burgemeester van Beesd. Hij zou tot midden 1955 waarnemend burgemeester blijven van Hedel en Kerkwijk. Na zijn pensionering eind 1967 bleef hij nog ruim een jaar aan als waarnemend burgemeester van Beesd. In 1975 overleed Jonkers op 73-jarige leeftijd.